# Nana Takagi
Nana Takagi (n. 2 iulie 1992, Makubetsu⁠(d), Prefectura Hokkaidō, Japonia) este o sportivă ce a reprezentat Japonia, medaliată olimpică. A participat la 3 ediții ale Jocurilor Olimpice (2014, 2018, 2022) în care a câștigat o medalie de argint.